# Műszaki–technikai mértékegységrendszer
A műszaki–technikai mértékegységrendszert műszaki számítások céljára hozták létre, annak érdekében, hogy az alapmértékegységek közé kerüljön az erő mértékegysége. Elnevezése a már korábban jóváhagyott MKS mintájára MKpS mértékegységrendszer lett.

## Eredete
1. Alkalmazása két forrásból származik. Az egyik: az Általános Súly- és Mértékügyi Konferencia 1901-es határozata arról, hogy a súly és a tömeg különbözik egymástól, és ehhez rögzítette az átszámításhoz szükséges állandót: a földi nehézségi gyorsulás törvényes értékét.
2. Ebből következően az angolszász mértékegységrendszerben is elkezdték megkülönböztetni a tömeg (lbm) és az erő (lbf) mérésére meghatározott mértékegységeket (pound mass, pound force).
3. Azokban az országokban, ahol már hétköznapi rutinná vált a méterrendszer, megtartották azt, csak annyit kellett módosítaniuk, hogy a tömeg helyett az erő legyen az alapmennyiségek egyike.

## Alapmértékegységek
A méteregyezmény által jóváhagyott MKgS (méter-kilogramm-szekundum) mintájára a MKpS jelet kapta (méter-kilopond-szekundum), ahol a kilopond mellett gyakran hivatkoznak a legfontosabb alapegységre, mint kilogramm erő (kilogramm-force).
A bevezetett új mértékegység a kp kilopond; az az erő, amely normál nehézségi gyorsulásnál egy kilogrammnyi tömegre hat. Ez tehát 9,80665-szer nagyobb, mint a N (newton). A prefixumokat a kilogrammhoz hasonlóan értelmezték. Ezért például a Mp nem milliószorosa, hanem ezerszerese az alapmértékegységnek, a p (pond) pedig ezredrésze.
A méter és a másodperc definíciója nem tér el az Általános Súly- és Mértékügyi Konferencián elfogadott értéktől.

## Származtatott mértékegységek

### A rendszerben értelmezett mértékegységek
- Technikai tömegegység: akkora tömeg, amelyre a szabványos nehézségi erőtérben egységnyi súlyerő hat. Értéke ezért 9,80665-szer nagyobb, mint a kilogramm.
- Munka: m·kp: a megtett út és az erő skaláris szorzata
- Nyomaték: m·kp: adott sugár és az azon ható forgatóerő vektoriális szorzata (erőnyomaték, vagy forgatónyomaték)
- Fajsúly: kp/m³: a testre ható súlyerő és a (homogén) test térfogatának hányadosa

### A rendszerhez kapcsolódó mértékegységek
- Teljesítmény: LE[jegyzet 2] 75 m kp/s
- Nyomás: at, illetve ata, kp/cm²
- Mechanikai feszültség, rugalmassági modulus: kp/mm²[jegyzet 3]
- Térfogatáram: m³/h, nem része a rendszernek, de a technikai mértékegységrendszerben rutinszerűen használták. A másodperc helyett az óra szerepel, és ez korlátozza a koherenciáját.
- Hőmennyiség: nem része a rendszernek; ezért a már korábban definiált kcal (kilogramm-kalória) mértékegységet használták. Ez súlyos hibája a rendszernek, mert megszünteti a koherenciáját, hiszen szorzótényezőt kellett használni. Ezen kívül külön bizonyítani is kellett, hogy a hő és a munka egyenértékű.
- Hőáram: kcal/h; nem a szabványos másodperc, hanem az óra mértékegységből vezették le.

### Problémák
Ezt a rendszert kezdetben csak gépészmérnöki számításoknál használták. Később a számításoknak már kapcsolódniuk kellett a villamosmérnöki számításokhoz, ahol viszont semmit sem definiáltak ebben a rendszerben.